# APC by Schneider Electric

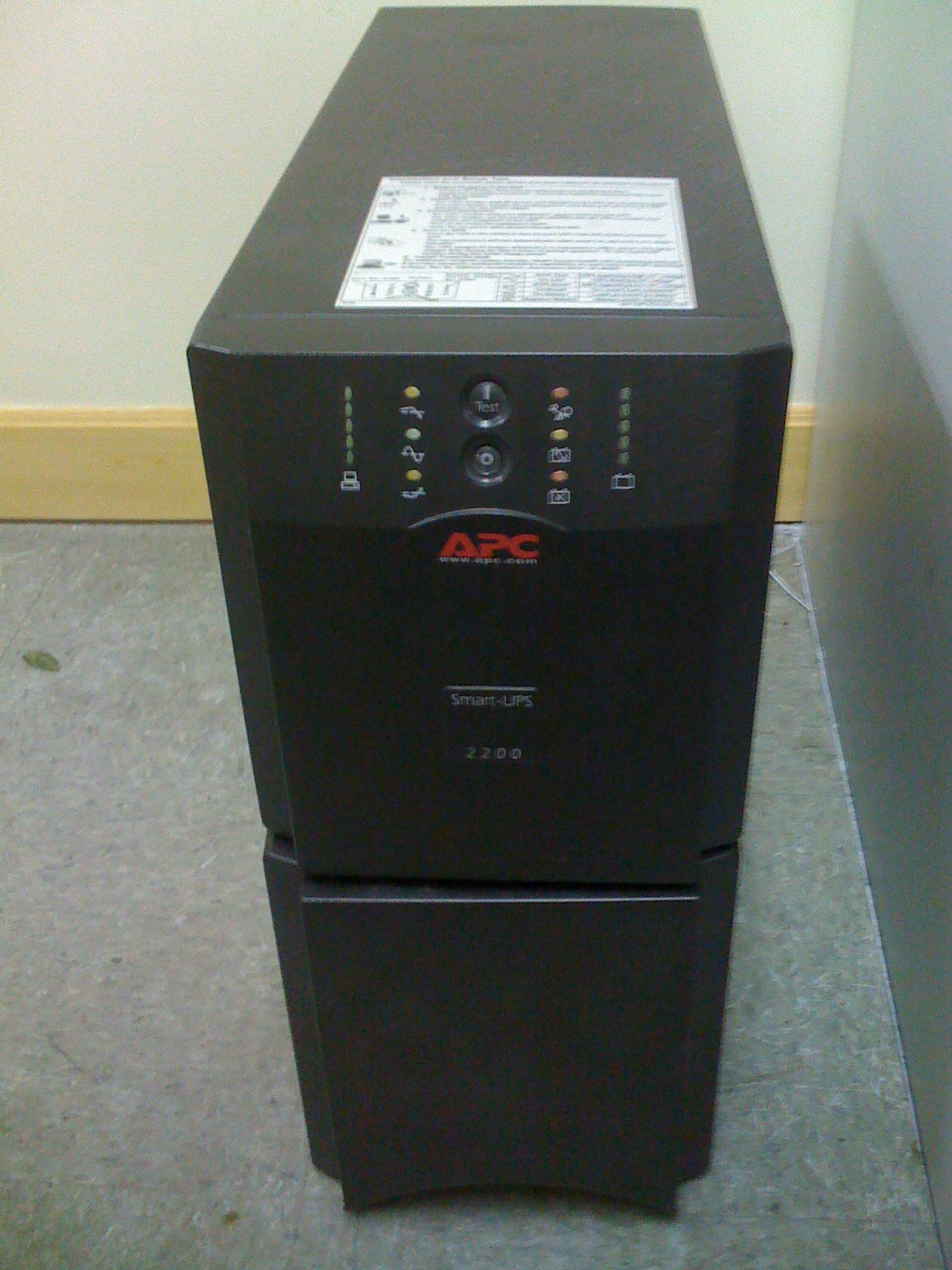
Imagine a unui bloc de alimentare neîntreruptă produs de compania APC

American Power Conversion este o companie fondată în martie 1981 de trei ingineri din domeniul energeticii de la Institutul de Tehnologie din Massachusetts. În acel moment, eforturile de cercetare și dezvoltare ale acestor ingineri s-au concentrat pe energia electrică solară. După câțiva ani, fondurile publice și stimulentele în arena energiei solare au început să scadă. Ca răspuns, APC și-a schimbat accentul la producția dispozitivelor de protecție pentru instalații electrice, introducând pe piață primul dispozitiv de protecție în 1984. Nevoia de capital pentru a sprijini această afacere în creștere a fost îndeplinită în iulie 1988, când APC a devenit o companie cotată la bursă. Valoarea mobiliară tranzacționată cu simbolul „APCC” avea un preț de 0,125 dolari pe acțiune înaintea ajustării datorită divizarării valorii al acțiunilor.

## Istoric
Stâlpii de marcaj a companiei:
| 1981 | În martie 1981, APC devine incorporated în Massachusetts. Fondatorii companiei și-au concentrat eforturile pe energia solară.                 |
| 1984 | APC introduce primul său UPS, + 450AT, conceput pentru a profita de creșterea pe seama vânzărilor de calculatoare personale și rețele locale. |
| 1986 | APC își stabilește baza de fabricație în statul Rhode Island; este prima bază situată în Peacedale, RI.                                       |